# Joe Colombo (designer)
Pour les articles homonymes, voir Joe Colombo et Colombo (homonymie).

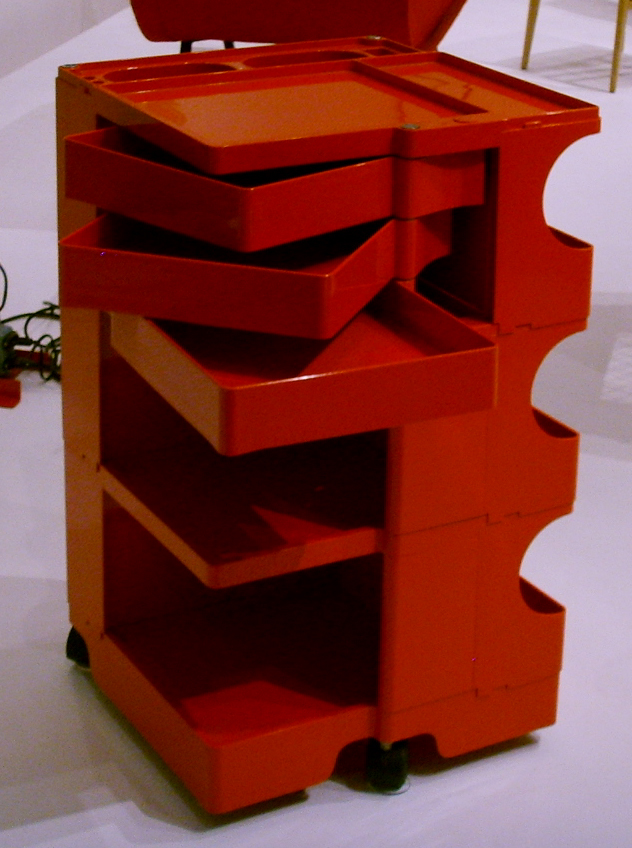
Chariot Boby, 1969, Museum of Modern Art

Joe Colombo, né le 30 juillet 1930 à Milan et mort le 30 juillet 1971, est un designer italien. 

## Biographie
Joe Colombo étudie la peinture jusqu'en 1949 à l’Académie des Beaux-Arts de Brera à Milan puis l'architecture jusqu'en 1954 à l'École polytechnique de Milan. 
Il adhère au début des années 1950 au diffa Nucléaire (mouvement de peinture nucléaire) fondé par Enrico Baj et Sergio D´Angelo. Il réalise quelques projets de décoration et de scénographie au cours de cette décennie. 
Après la mort de son père en 1959, il doit le remplacer à la tête de l'entreprise familiale qu'il quittera en 1961. Sa carrière de designer commence vraiment en 1962 quand il ouvre son propre studio de design à Milan. Avec son frère, Gianni Colombo, il crée le luminaire Acrilica, puis en 1963, il conçoit le fauteuil Elda.
Au cours des années 1960, il collabore avec les plus grandes maisons d’édition comme Kartell, Zanotta ou O-Luce et sera récompensé à plusieurs reprises par les prix du Compas d'or et du Premier Design International Award.
Il meurt prématurément, à l'âge de 41 ans.

## Son œuvre

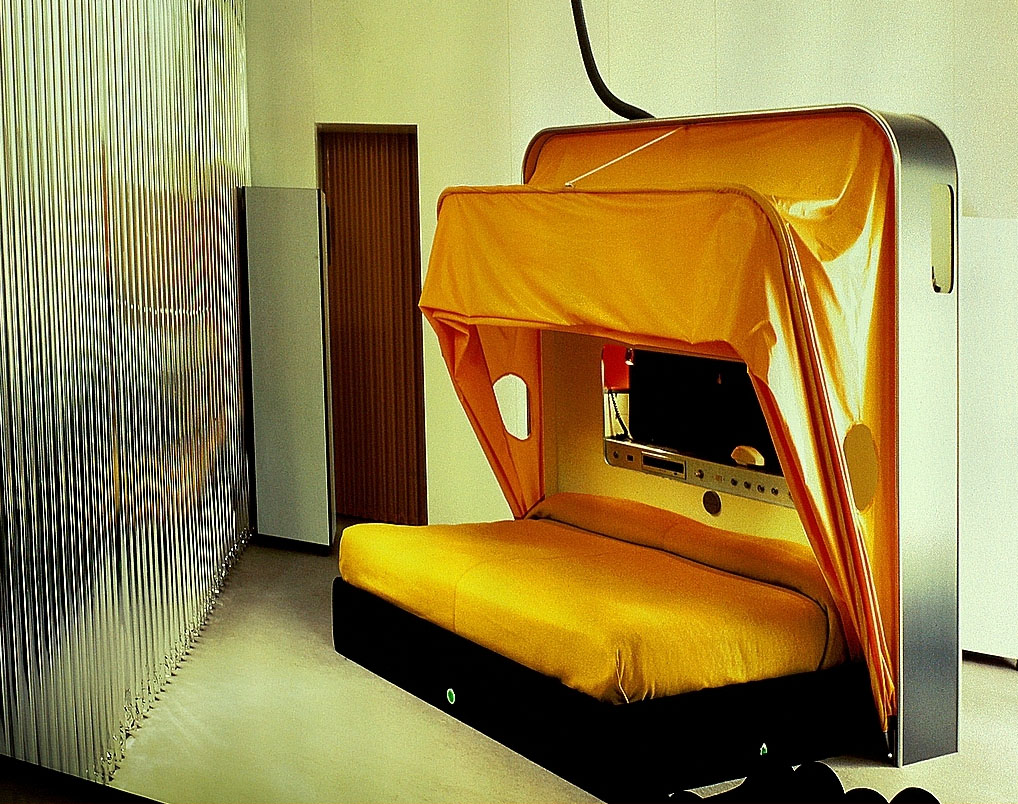
Cabriolet Bed de Joe Colombo

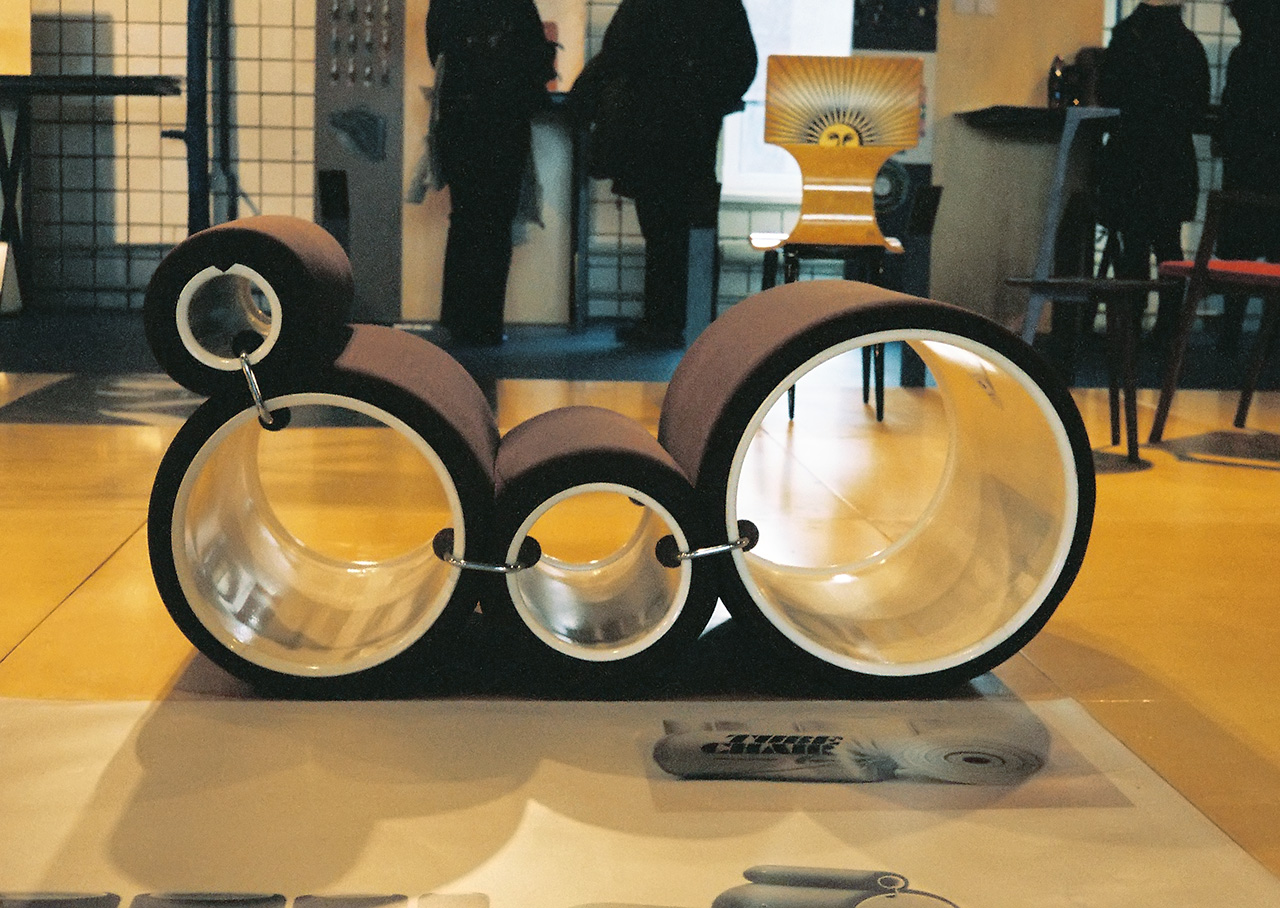
Chaise en tube (1970) de Joe Colombo

Le style de Joe Colombo se caractérise par une approche innovante, futuriste, voire utopique. Son œuvre s'inscrit dans les grands courants qui caractérisent les années 1960 : les mouvements Hippie et pop, la consommation de masse, la démocratisation de produits audiovisuels comme la télévision, les mouvements contestataires de la fin des années 1960.
L'un des axes de son travail, est la recherche de systèmes modulaires et flexibles : Additional System (1967) est un siège composé de six éléments que l'utilisateur pouvait assembler selon ses désirs en lit, banquette ou fauteuil ; Tube chair (1969), composé de quatre tubes en PVC recouverts de mousse ; ou Multi-Chair (1970). De la façon, le chariot Boby vise à proposer une réponse multifonctionnelle au besoin de rangement : c'est un meuble à roulettes que l'utilisateur peut configurer.
À la fin des années 1960, Colombo s'est plus particulièrement consacré à la création de « cellules d'habitation » qui visaient à une généralisation de la fonction du meuble : le Rotoliving comprend ce qui est nécessaire à la vie quotidienne : une horloge, une télévision, une table pour le repas ou une table basse avec un bar, des rangements ; Cabriolet Bed constitue un exemple de « cellule nuit. » Il développera cette idée de « cellule  d’habitation » autonome avec Visiona 1 (1969) et Total Furnishing Unit (1971) qui visent à offrir une réponse à l'ensemble des besoins de l'individu : une cellule bain, une cellule nuit, une cellule cuisine et une unité centrale.
Certains critiques estiment que les idées développées par Joe Colombo se retrouvent dans les créations de jeunes designers français comme Pierre Charpin, Ronan & Erwan Bouroullec ou Matali Crasset.

### Antidesign
À la fin des années 1960, se développe l'idée d'un antidesign portée par les œuvres de Joe Colombo. L'habitat doit se penser à partir du design et non pas subir les formes hiérarchiques de l'architecture.
« La capsule insiste sur sa stupéfiante concordance avec l'émancipation disciplinaire du design à la fin des années 1960 quand il tente de se libérer de ces tutelles historiques pour s'imposer comme une discipline idoine de l'habitat. Cette position est notamment illustrée par l'œuvre de Joe Colombo. Il invente les conditions d'une vie quotidienne moderne en correspondance avec le monde dans un rapport harmonieux espace-temps et invite ses pairs à repenser complètement l'habitat à partir du design. »

## Réalisations marquantes
- Fauteuil Elda (1963)
- Bibliothèque Continental (1965),
- Fauteuil 4801 (1965),
- Lampe Spider (1965), O Luce
- Chaise Universale (1967), Kartell, considérée comme la première chaise moulée entièrement en plastique[7]
- Lampe KD27 (1967), Kartell
- Fauteuil Tube chair (1969), Flexform, réédité par Cappellini
- Chariot Boby (1969), B-line depuis 2000
- Réveil Optic (1970), Alessi
- Poignées Alfa et Beta (1971), Olivari

## Citations
- « Le container (la maison) sera aussi élastique que possible, de sorte que le contenu puisse bouger librement en fonction des mouvements de chacun, comme le veut le mode de vie actuel. » 1965
- « L'espace qui entoure directement l'individu, tout ce qui constitue son microcosme, est le terrain sur lequel nous devons pousser notre recherche afin de résoudre le problème d'un nouvel environnement de vie qui soit adapté à notre époque de façon structurée et coordonnée. » 1969